# Cover-Up
Cover-Up (bra: Força Vermelha; prt: Operação Outubro Negro) é um filme de ação de 1991 dirigido por Manny Coto e estrelando Dolph Lundgren e Louis Gossett Jr..